# Pic à huppe jaune
Picus chlorolophus
Espèce
Statut de conservation UICN

 LC  : Préoccupation mineure
Le Pic à huppe jaune (Picus chlorolophus) est une espèce d'oiseaux de la famille des Picidae.
Son aire s'étend à travers l'Indochine, l'Asie du Sud et le sud de la Chine.